# Petrov Ridge
Petrov Ridge (englisch; bulgarisch Петров рид Petrow rid) ist ein felsiger, vereister, in ostsüdost-westnordwestlicher Ausrichtung 5,5 km langer, 2,5 km breiter und bis zu 1400 m hoher Gebirgskamm an der Danco-Küste des Grahamlands auf der Antarktischen Halbinsel. Er ragt 3,9 km südsüdöstlich des Mitkaloto Peak und 4,5 km westlich des Bergsattels The Waist in den nördlichen Ausläufern des Foster-Plateaus auf. Der Krebs-Gletscher liegt südsüdwestlich, die Charlotte Bay nordwestlich und der Boschinow-Gletscher nordnordwestlich von ihm.
Britische Wissenschaftler kartierten ihn 1978. Die bulgarische Kommission für Antarktische Geographische Namen benannte ihn 2014 nach dem bulgarischen Dichter Waleri Petrow (1920–2014).